# Gran Buenos Aires
Gran Buenos Aires (abgekürzt GBA) ist der Ballungsraum von Buenos Aires, der Hauptstadt Argentiniens. Er zieht sich etwa 100 km am Ufer des Río de la Plata entlang, bei einer maximalen Breite von 40 km.
Je nach Definition hat das Gebiet 15,4 Millionen Einwohner (Stand: 2020), das entspricht rund einem Drittel der Gesamtbevölkerung des Staates. 3,1 Millionen davon entfallen auf die Stadt Buenos Aires selbst, weitere 12,1 Millionen auf 24 Partidos, die vom Bundes-Statistikamt INDEC dem Gran Buenos Aires zugerechnet werden. Eine weitergehende, von der Provinz Buenos Aires verwendete Definition schließt die 0,8 Millionen Einwohner der drei Partidos von Groß-La-Plata und die 0,8 Millionen von sechs weiteren, ans traditionelle Gran Buenos Aires angrenzenden Partidos mit ein.
Gran Buenos Aires gehört damit zu den größten Metropolregionen Lateinamerikas. In der kleinsten Definition liegt es auf Rang 4 hinter den Ballungsräumen von Mexiko-Stadt, São Paulo und Rio de Janeiro. Schließt man das erweiterte Einzugsgebiet ein, so kommt Gran Buenos Aires auf Platz 3 noch vor dem Ballungsraum Rio de Janeiro. Etwa 30 bis 35 % der Bevölkerung des Landes wohnen in dieser Metropolregion. In der Region wird circa 50 % des Bruttoinlandprodukts erwirtschaftet.
Trotz der hohen Einwohnerzahl und Bevölkerungsdichte ist die Region im Gegensatz zu anderen Megastädten nicht von Überbevölkerung und damit zusammenhängenden Infrastrukturproblemen geplagt, da ihre Einwohnerzahl nur noch langsam ansteigt und insgesamt zur Dekonzentration und Zersiedelung, zum Teil auch zur Stadtflucht tendiert. Negative Folge dieser Entwicklung ist allerdings ein sehr hoher Landschaftsverbrauch und die schnelle Urbanisierung fruchtbarer, bisher von der Landwirtschaft genutzter Areale. Dem wird durch die verstärkte Anlage von Grünanlagen und Naturschutzgebieten versucht entgegenzuwirken.

## Ausdehnung und Bevölkerung
Laut dem argentinischen Statistikamt INDEC besteht Gran Buenos Aires aus dem Stadtgebiet selbst, genannt Capital Federal oder auch Distrito Federal, sowie aus 24 Partidos der Provinz Buenos Aires. Die Partidos sind vergleichbar mit Landkreisen, sie haben jedoch in der Provinz Buenos Aires nur eine einzige Gemeinde und werden deshalb oft als Städte bezeichnet, auch wenn sie in mehrere Ortschaften unterteilt werden.
Das Gebiet hat eine Fläche von 3880 Quadratkilometern. Von diesem Gebiet sind etwa 65 % durchgängig bebaut, der Rest entfällt zu einem großen Teil auf die Inseln des Delta des Paraná, die zum Partido San Fernando gehören, sowie auf landwirtschaftlich genutzte Gebiete der äußeren Partidos.

## Einteilung

### Nach Partidos
Das Gran Buenos Aires ist in 24 Partidos eingeteilt, weitere 9 Partidos zählt man zum erweiterten Ballungsraum, dem Aglomerado Metropolitano Buenos Aires (AMBA) oder Aglomerado Metropolitano Gran Buenos Aires (AMGBA). Hinzu kommt das Partido Cañuelas, bei dem ein kleiner Teil zur Agglomeration gehört.

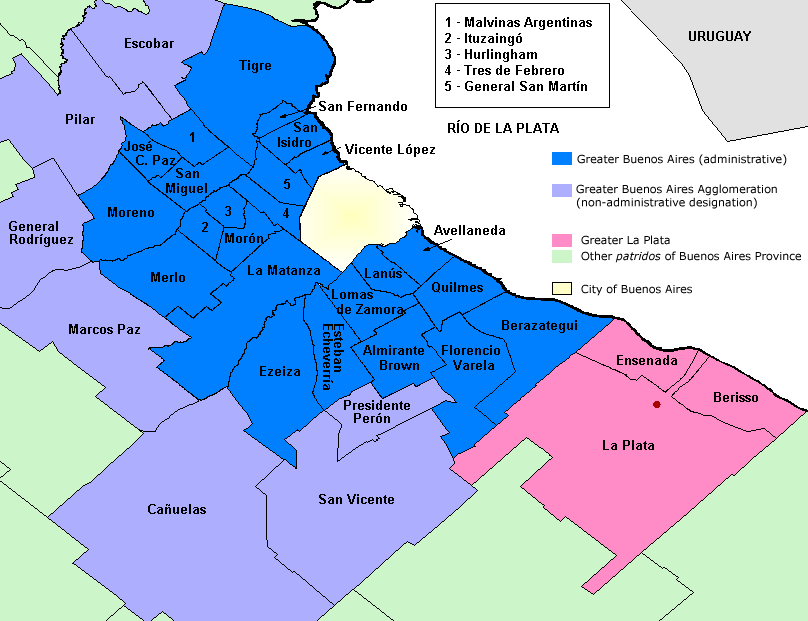
Gran Buenos Aires (Erläuterungen auf Englisch)

| Partido                     | Fläche (km²) | Einwohner (2010) | Hauptstadt        |
| --------------------------- | ------------ | ---------------- | ----------------- |
| Partido Almirante Brown     | 0.122        | 0.552 902        | Adrogué           |
| Partido Avellaneda          | 0.055        | 0.342 677        | Avellaneda        |
| Partido Berazategui         | 0.188        | 0.324 244        | Berazategui       |
| Partido Berisso             | 0.135        | 0.088 470        | Berisso           |
| Partido Cañuelas            | 1.203        | 0.051 892        | Cañuelas          |
| Partido Ensenada            | 0.101        | 0.056 729        | Ensenada          |
| Partido Escobar             | 0.277        | 0.213 619        | Belén de Escobar  |
| Partido Esteban Echeverría  | 0.120        | 0.300 959        | Monte Grande      |
| Partido Ezeiza              | 0.223        | 0.163 722        | José María Ezeiza |
| Partido Florencio Varela    | 0.190        | 0.426 005        | Florencio Varela  |
| Partido General Rodríguez   | 0.360        | 0.087 185        | General Rodríguez |
| Partido General San Martín  | 0.056        | 0.414 196        | San Martín        |
| Partido Hurlingham          | 0.036        | 0.181 241        | Hurlingham        |
| Partido Ituzaingó           | 0.039        | 0.167 824        | Ituzaingó         |
| Partido José C. Paz         | 0.050        | 0.265 981        | José C. Paz       |
| Partido La Matanza          | 0.323        | 1 775 816        | San Justo         |
| Partido La Plata            | 0.926        | 0.654 324        | La Plata          |
| Partido Lanús               | 0.045        | 0.459 263        | Lanús             |
| Partido Lomas de Zamora     | 0.089        | 0.616 279        | Lomas de Zamora   |
| Partido Malvinas Argentinas | 0.063        | 0.322 375        | Los Polvorines    |
| Partido Marcos Paz          | 0.470        | 0.054 181        | Marcos Paz        |
| Partido Merlo               | 0.170        | 0.528 494        | Merlo             |
| Partido Moreno              | 0.180        | 0.452 505        | Moreno            |
| Partido Morón               | 0.056        | 0.321 109        | Morón             |
| Partido Pilar               | 0.352        | 0.299 077        | Pilar             |
| Partido Presidente Perón    | 0.121        | 0.081 141        | Guernica          |
| Partido Quilmes             | 0.125        | 0.582 943        | Quilmes           |
| Partido San Fernando        | 0.924        | 0.163 240        | San Fernando      |
| Partido San Isidro          | 0.048        | 0.292 878        | San Isidro        |
| Partido San Miguel          | 0.083        | 0.276 190        | San Miguel        |
| Partido San Vicente         | 0.666        | 0.059 478        | San Vicente       |
| Partido Tigre               | 0.360        | 0.367 381        | Tigre             |
| Partido Tres de Febrero     | 0.046        | 0.340 071        | Caseros           |
| Partido Vicente López       | 0.039        | 0.269 420        | Olivos            |

Anmerkungen
1. 1 2  Almirante Brown und Presidente Perón bildeten bis 1993 ein gemeinsames Partido Almirante Brown.
2. 1 2 3 4 5 6 7 8 9 10  Gebiete, die nicht zum Gran Buenos Aires, aber zum AMBA gehören.
3. 1 2 3  Von La Plata gehört laut INDEC nur ein kleiner Teil zum Gran Buenos Aires. Oft wird jedoch der gesamte Ballungsraum in eine übergeordnete Agglomeration namens Buenos Aires – La Plata mit insgesamt ca. 13,5 Mio. Einwohnern eingeschlossen, zu dem auch die Partidos Berisso und Ensenada gehören.
4. 1 2  Esteban Echeverría und Ezeiza bildeten bis 1994 ein gemeinsames Partido Esteban Echeverría.
5. 1 2 3  Morón, Hurlingham und Ituzaingó bildeten bis 1994 ein gemeinsames Partido Morón.
6. 1 2 3  San Miguel, José C. Paz und Malvinas Argentinas bildeten bis 1994 ein gemeinsames Partido General Sarmiento.
7. ↑  Die Stadt Temperley erwägt, sich demnächst von Lomas de Zamora abzuspalten.
8. 1 2  Nur die urbanen Gebiete gehören zum Gran Buenos Aires, die Inseln des Deltas nicht.
9. ↑  Vicente López bildet als einziges Partido des Gran Buenos Aires gleichzeitig eine einzige Stadt, die nicht in Ortschaften, sondern in barrios (Stadtviertel) eingeteilt ist. Dennoch wird der Sitz der Verwaltung mit Olivos angegeben.

### Nach Zonen
Das Gran Buenos Aires wird je nach der Lage der Partidos in die Zonen Norte, Sur und Oeste eingeteilt. Das Stadtgebiet von Buenos Aires bleibt dabei außen vor.

#### Zona Norte
Das als Zona Norte bezeichnete Gebiet nimmt den Nordwesten des Ballungsraums ein. Es hat 1 412 947 Einwohner (2001), die im Schnitt um 1,56 % pro Jahrzehnt anwachsen (Mittelwert 1991–2001).
Die Gegend gilt als die wohlhabendste des Ballungsraums. Insbesondere das Partido San Isidro, dessen gleichnamige Hauptstadt eine der ältesten Vororte von Buenos Aires ist, hat eine Vielzahl von Villenvierteln, einige davon als geschlossene Wohnanlagen konzipiert. Paradoxerweise liegt auch das größte Elendsviertel des Ballungsraums, bekannt als Villa La Cava (ca. 20 000 Einwohner) in diesem Partido.
Die Partidos Tigre und San Fernando sind beliebte Naherholungsgebiete; in ihnen liegen die vorderen Inseln des Deltas des Río Paraná. Die 1996 eröffnete, vorwiegend touristisch ausgerichtete Eisenbahnverbindung Tren de la Costa mit spürbar höheren Fahrpreisen als die übrigen Nahverkehrsstrecken im Großraum Buenos Aires führt vom wohlhabenden Mittelklasseviertel Olivos aus, wo sich auch die Residenz des Präsidenten (quinta presidencial) befindet, am Río de la Plata entlang durch das gesamte Gebiet. Im Westen des Partidos Tigre dagegen liegt die industriell wichtige Stadt General Pacheco, bekannt insbesondere für ihre Automobilfabriken (Ford, Volkswagen, Renault).
Folgende Partidos gehören zur Zona Norte: San Fernando, San Isidro, San Martín, Tigre und Vicente López.

#### Zona Oeste
Die Zona Oeste liegt im Westen des Ballungsraums. Sie hat 3 852 164 Einwohner (2001) und ein Wachstum pro Jahrzehnt von 12,4 %. In ihr liegen ein Großteil der ärmeren Viertel und Slums, insbesondere in den Außenbezirken Merlo und Moreno. Bemerkenswert ist der Stausee Ingeniero Roggero, der die Zuflüsse des Río de la Reconquista staut. Der Río de la Reconquista selbst ist der bedeutendste Fluss des Gebietes. Er ist allerdings hochgradig verschmutzt, auch weil sich an seinem Ufer die größte Mülldeponie des Ballungsraums befindet.
Folgende Partidos gehören zur Zona Oeste: Hurlingham, Ituzaingó, José C. Paz, La Matanza, Malvinas Argentinas, Merlo, Moreno, Morón, San Miguel und Tres de Febrero.

#### Zona Sur
Die Zona Sur nimmt den Süden und Osten des Ballungsraums ein. Sie hat 3 399 186 Einwohner (2001), bei 9,1 % Wachstum pro Jahrzehnt. Das Gebiet ist das industrielle Zentrum des Gran Buenos Aires: Die Schwerindustrie konzentriert sich rund um die Partidos Avellaneda und Lanús, besonders in der Umgebung des Flusses Riachuelo, der dadurch der meistverschmutzte der Agglomeration ist.
Der Internationale Flughafen Aeropuerto Ministro Pistarini, der wichtigste des Landes, liegt in den Außenbezirken dieser Region nahe der Stadt Ezeiza, weshalb er als Aeropuerto de Ezeiza bezeichnet wird und den IATA-Code EZE trägt.
Im Südosten des Gebiets liegt der größte Park des Ballungsraums, der Parque Pereyra Iraola, an der Grenze zur Provinzhauptstadt La Plata.
Folgende Partidos werden in der Regel zur Zona Sur gerechnet: Almirante Brown, Avellaneda, Berazategui, Esteban Echeverría, Ezeiza, Florencio Varela, Lanús, Lomas de Zamora und Quilmes.

#### GBA 1 und GBA 2
Eine andere Einteilung teilt den Ballungsraum in einen inneren Ring (GBA 1) und einen äußeren Ring (GBA 2) ein.
GBA 1 besteht aus den inneren 10 Partidos und hat 3 318 314 Einwohner (2001). Es handelt sich hier oft um wohlhabendere Vororte mit einer stabilen oder leicht abnehmenden Einwohnerzahl (−1,5 % Verlust pro Jahrzehnt)
GBA 2 besteht aus den restlichen 14 Partidos und hat 5 345 983 Einwohner (2001). Diese Gegenden sind von einer Mischung ärmlicheren Vierteln mit niedrigen Grundpreisen und auf der anderen Seite luxuriösen geschlossenen Wohnanlagen wie zum Beispiel Country Clubs geprägt. Sie haben ein erhöhtes Bevölkerungswachstum (17,5 % pro Jahrzehnt).

## Erweiterter Ballungsraum (AMBA)
Rund um das eigentliche Gran Buenos Aires gibt es noch weitere Ortschaften, die in einigen Statistiken zum Ballungsraum der Stadt dazugerechnet werden. Es handelt sich um Städte und Gebiete mit einem sehr hohen Bevölkerungswachstum, aber einer noch relativ niedrigen Bevölkerungsdichte. Alle Gebiete zusammen werden offiziell mit dem Begriff Area Metropolitana de Buenos Aires (AMBA) bezeichnet, was in etwa Metropolregion Buenos Aires bedeutet. Ein häufig gebrauchtes Synonym ist auch Conurbano de Buenos Aires, dieser Begriff schließt aber im Gegensatz zum AMBA die Stadt Buenos Aires selbst nicht ein.
Zählt man alle Gebiete zusammen, so erhält man eine Einwohnerzahl für den gesamten Ballungsraum von 12 734 562 Einwohnern (2001) auf einer Fläche von 7241 Quadratkilometern. Dies bedeutet eine Bevölkerungsdichte von 1758,7 Einwohnern pro Quadratkilometer.

### Umgebung des Gran Buenos Aires
Dieses Gebiet liegt rund um die Vororte des Gran Buenos Aires. Es hat eine Fläche von 2199 Quadratkilometern, 602 874 Einwohner, eine Bevölkerungsdichte von 274,2 Einwohnern pro Quadratkilometer und ein Wachstum von 51,83 Prozent pro Jahrzehnt.
Insbesondere der Nordteil dieses Gebietes ist zurzeit der Hauptbaustandort für geschlossene Wohnanlagen und Country Clubs. Auf der anderen Seite gibt es auch viele „villas miserias“ (Marginalsiedlungen) in diesem Gebiet. Die beiden bevölkerungsreichsten Partidos, Pilar und Belén de Escobar, haben auch etwas Industrie, ansonsten handelt es sich um fast reine „Schlafstädte“.
Folgende Partidos sind eingeschlossen: Escobar im Norden, General Rodríguez im Westen, Presidente Perón im Westen, Marcos Paz im Nordwesten, Pilar im Nordwesten und San Vicente im Südwesten.

### Ballungsraum La Plata
Der Ballungsraum der Hauptstadt der Provinz Buenos Aires, La Plata, liegt ebenfalls in der Peripherie der Bundeshauptstadt und wird daher zu ihrem erweiterten Ballungsraum gezählt. Insgesamt hat die Region eine Fläche von 1162 Quadratkilometern, 694 253 Einwohner (2001), eine Bevölkerungsdichte von 597,4 Einwohner pro Quadratkilometer und ein Wachstum von acht Prozent pro Jahrzehnt.
Während die Stadt La Plata administrativ-kommerziell ausgerichtet ist, sind die Vororte Berisso und Ensenada wichtige Standorte der Industrie, darunter ist vor allem die Raffinerie der Ölgesellschaft Repsol YPF zu nennen. Damit verbunden ist eine hohe Luft- und Wasserverschmutzung.
Zwischen Ensenada und Berazategui (s. o.) liegt das einzige größere Naturschutzgebiet des Ballungsraums. Es schützt die sogenannte selva marginal, den Galeriewald am Río de la Plata, der ansonsten fast vollständig abgeholzt ist.
Folgende Partidos bilden den Ballungsraum La Plata: La Plata selbst, sowie Berisso (östlich) und Ensenada (nordwestlich), die beide direkt am Río de la Plata liegen.

## Región Metropolitana de Buenos Aires (RMBA) und weiteres Einzugsgebiet
Noch in einem Radius von etwa 100 km um Buenos Aires ist die Bevölkerungsdichte erheblich höher als im Rest der Provinz, man kann daher von einem erweiterten Einzugsgebiet sprechen.
Die Bezeichnung Región Metropolitana de Buenos Aires (Metropolregion Buenos Aires) wird in leicht unterschiedlichen Definitionen für dieses Gebiet verwendet. Es umfasst laut der Definition der Provinz Buenos Aires neben dem AMBA die Partidos Brandsen, Cañuelas, Campana, Exaltación de la Cruz, Luján, General Las Heras und Zárate. Weitere zuweilen eingeschlossene Partidos sind Lobos, Mercedes und Navarro.
Wichtige Orte im erweiterten Einzugsgebiet, geordnet nach Himmelsrichtung, sind:
- im Norden: Zárate und Campana, zwei eng beieinanderliegende Industriestädte etwa 75 Kilometer nordwestlich der Stadt mit insgesamt 164 524 Einwohnern. Sie sind geprägt von der Metallindustrie. In Zárate beginnt mit den Brücken des Complejo Zárate–Brazo Largo eine der wenigen Straßen- und Eisenbahnverbindungen zwischen den Provinzen Buenos Aires und Entre Ríos, sowie etwas nördlich das größte Kernkraftwerk Argentiniens, Atucha (zwei Reaktoren). Des Weiteren findet sich 80 km nordwestlich die Industriestadt Pergamino mit 85 487 Einwohnern, sowie die kleineren Orte Capilla del Señor und San Antonio de Areco, Letzterer ist wegen seiner Gaucho-Festivals ein beliebtes Touristenziel.

- im Westen: Die größte Stadt dieser Region ist der bekannte Wallfahrts- und Touristenort Luján (67 266 Einwohner, 60 km von Buenos Aires). Weitere wichtige Zentren sind Mercedes (51 967 Einwohner), General Las Heras, Lobos, Navarro und San Andrés de Giles.

- im Süden: Die Stadt Cañuelas (24 380 Einwohner), 60 km südwestlich von Buenos Aires, wächst derzeit zu einem weiteren Wohnvorort der Hauptstadt an. Dasselbe gilt für das kleinere Brandsen (18 000 Einwohner). San Miguel del Monte (15 000 Einwohner, 100 km südwestlich) ist ein beliebtes Naherholungsgebiet mit einem See, der Laguna Monte.

- im Osten: 40 Kilometer südöstlich von La Plata, 100 Kilometer von Buenos Aires, befindet sich die alte Stadt Magdalena (20 000 Einwohner), die von der Landwirtschaft geprägt ist. Ein großer Teil dieses Gebietes an der Mündung des Río de la Plata in den Atlantik ist heute als Biosphärenreservat ausgewiesen.